# Red Skull
Red Skull (Crani vermell) és un personatge de còmic que pertany a Marvel Comics. Va ser creat pel dibuixant Jack Kirby i pel guionista France Edward Herron. La primera vegada que va aparèixer va ser al còmic Captain America Comics #1 (març de 1941).
Red Skull va ser la mà dreta del líder de l'Eix durant la Segona Guerra Mundial i tot seguit va esdevenir l'encarnació dels diabòlics plans del seu mestre. La seva obsessió pel poder i per sotmetre a la humanitat és tan desmesurada que fins i tot el líder de l'Eix li va acabar tenint por.
Aquest personatge, que té com a rostre una calavera de color vermell, va sobreviure a la caiguda de l'Alemanya nazi i va mantenir els plans de l'Eix a l'era moderna. Els enfrontaments amb el Capità Amèrica són constants, ja que n'és la seva antítesi.

## Biografia de ficció
Johann Shmidt, nom real de Red Skull, nasqué en un poble d'Alemanya, fruit del matrimoni de German i Marta Shmidt. Aquesta morí en el moment del part, deixant al nou-nat en mans del seu pare, alcohòlic i maltractador, que el culpà de la mort de la seva dona i descarregà tota la seva ràbia contra ell, intentant-lo ofegar. Johan, que acabava de néixer, sobrevisqué gràcies a la intervenció del metge que havia atès el part. Incapaç de suportar aquesta situació, el seu pare acabà suïcidant-se i el mateix metge decidí portar el nen a un orfenat. Allà, Johan portà una vida solitària fins que als set anys s'escapà. A partir d'aleshores, va començar a viure al carrer, fent de pidolaire i lladregot. A mesura que anà fent-se gran, i malgrat el rebuig de la societat, aconseguí algunes feines de baixa qualificació, però acabà passant la majoria del temps a la presó a causa dels diversos delictes comesos.
En aquesta mateixa època, Schmidt trobà feina a la botiga d'un jueu. Ester, la filla del botiguer, fou una de les poques persones que van mostrar-li una mica de bondat, tractant-lo amb una amabilitat que fins al moment ningú li havia dedicat. D'aquesta manera, Schmidt, portat per la passió que li provocava la noia, decidí demanar-li que es casés amb ell, però ella declinà la proposta. El rebuig d'Ester li provocà una fúria irracional i, traient tota la maldat que portava dins seu, assassinà a la noia. Johan fugí de l'escena amb terror, però s'adonà del plaer i de la sensació de poder que li havia provocat posar fi a la vida d'una altra persona. Aquest fou el desencadenament del naixement de la figura de Red Skull.